# Fifty Lakes
Fifty Lakes é uma cidade localizada no estado americano de Minnesota, no Condado de Crow Wing.

## Demografia
Segundo o censo americano de 2000, a sua população era de 392 habitantes.
Em 2006, foi estimada uma população de 416, um aumento de 24 (6.1%).

## Geografia
De acordo com o United States Census Bureau tem uma área de
85,9 km², dos quais 75,2 km² cobertos por terra e 10,7 km² cobertos por água.

## Localidades na vizinhança
O diagrama seguinte representa as localidades num raio de 24 km ao redor de Fifty Lakes.